# West-Duits voetbalkampioenschap 1905/06
In 1905/06 werd het vierde voetbalkampioenschap gespeeld dat georganiseerd werd door de West-Duitse voetbalbond.
Voor deze eindronde zijn er twee eindstanden bekend. In 1996 publiceerde de Duitse voetbalhistoricus Hardy Grüne waarbij vijf van de twaalf wedstrijden niet gespeeld werden. Hoewel Duisburg meer punten had werd er een play-off gespeeld aangezien ze een wedstrijd meer gespeeld hadden en zowel Duisburg als Cölner FC tegen elkaar gewonnen hadden. 
In 2009 publiceerde de Deutscher Sportclub für Fußball-Statistiken een nieuwe tabel, waarbij slechts drie wedstrijden niet gespeeld werden. Volgens deze tabel eindigden Cölner FC 1899 en Duisburger samen eerste. 
Cölner FC 1899 won de play-off en werd kampioen en plaatste zich voor de eindronde om de Duitse landstitel. De club verloor in de kwartfinale van 1. FC Pforzheim.

## Deelnemers aan de eindronde
| Club                    | Gekwalificeerd als       |
| ----------------------- | ------------------------ |
| Cölner FC 1899          | Kampioen van Keulen-Bonn |
| VSuS Schalke 1896       | Kampioen van Mark        |
| FC Viktoria 04 Ratingen | Kampioen van Nederrijn   |
| Duisburger SpV          | Kampioen van Rijn-Ruhr   |

## Tabel volgens Grüne
| Plaats | Club                    | Wed. | W | G | V | Saldo | Ptn. |
| ------ | ----------------------- | ---- | - | - | - | ----- | ---- |
| 1.     | Duisburger SpV          | 5    | 4 | 0 | 1 | 18:5  | 8:2  |
| 2.     | Cölner FC 1899          | 4    | 3 | 0 | 1 | 20:5  | 6:2  |
| 3.     | FC Viktoria 04 Ratingen | 2    | 0 | 0 | 2 | 0:10  | 0:4  |
| 4.     | VSuS Schalke 1896       | 3    | 0 | 0 | 3 | 0:23  | 0:6  |

|  | Play-off titel |

## Tabel volgens DSFS
| Plaats | Club                    | Wed. | W | G | V | Saldo | Ptn. |
| ------ | ----------------------- | ---- | - | - | - | ----- | ---- |
| 1.     | Cölner FC 1899          | 5    | 5 | 0 | 1 | 25:5  | 10:2 |
| 2.     | Duisburger SpV          | 6    | 5 | 0 | 1 | 18:5  | 10:2 |
| 3.     | FC Viktoria 04 Ratingen | 6    | 0 | 0 | 6 | 0:10  | 0:12 |
| 4.     | VSuS Schalke 1896       | 6    | 0 | 0 | 6 | 0:23  | 0:12 |

|  | Play-off titel |

De wedstrijden Cöln-Ratingen en Schalke-Duisburg werden als een 0-0 overwinning voor respectievelijk Cöln en Duisburg geteld. Beide wedstrijden tussen Ratingen en Schalke werden niet gespeeld en als 0-0 nederlaag geteld. 

### Play-off
|               |                |       |                |      |
| 29 april 1906 | Cölner FC 1899 | 3 – 2 | Duisburger SpV | Bonn |
| 29 april 1906 |                |       |                | Bonn |